# 浪客劍心角色列表
浪客劍心角色列表是和月伸宏的漫畫《浪客劍心》以及於改編動畫、遊戲作品登場之虛構人物列表。

## 主要角色
緋村劍心
日本配音：涼風真世、鈴木真仁【童年時期】（TV版第1作）／齊藤壯馬（TV版第2作）／緒方惠美（CD書籍版）
台灣配音：汪世瑋（民視版）／于正昇（ANIMAX版）／丘梅君（新京都篇）
香港配音：陳旭明（亞洲電視版）／陳廷軒（VCD版）
真人演員：佐藤健；台灣配音：鍾少庭（第1部）→何志威（第2～3部）
本作品男主角之一，也是第一男主角。原名心太，關西地方出身。「飛天御劍流」的比古清十郎在他父母雙亡後收他為徒弟，並把他改名為劍心。本來是長州派維新志士，幕末時期為維新派的殺手，人稱「劊子手拔刀齋」。維新派成功推翻幕府之際封刃退隱，帶著一把不取人性命的逆刃刀浪跡天涯。沒有武器的話就無法打倒敵人。第一任妻子是雪代巴，卻死於劍心刀下。後與薰成親，生下劍路。
原型是幕末四大人斬中的河上彥齋。
神谷薰
日本配音：藤谷美紀（TV版第1作）／高橋李依（TV版第2作）／櫻井智（CD書籍版）
台灣配音：馮嘉德（民視版）／方雪莉（ANIMAX版）／薛晴（新京都篇）
香港配音：吳小藝（亞洲電視版）／曾秀清（VCD版）
真人演員：武井咲；台灣配音：馮嘉德（第1～3部）
本作品女主角。住在東京的神谷道場，當父親在西南戰爭陣亡後，薰便擔當「神谷活心流」的代理師傅，後來遇到劍心並收留他住在道場。一直深愛著劍心，後與劍心成親，生下劍路。
明神彌彥
日本配音：富永美衣奈（TV版第1作）／小市真琴（TV版第2作）／高山南（CD書籍版）
台灣配音：鄭仁君（民視版）／馮友薇（ANIMAX版）／連思宇（新京都篇）
香港配音：譚淑嫻（亞洲電視版）／黃玉娟（VCD版）
真人演員：田中偉登（第1部）→大八木凱斗（第2～3部）→大西利空（第4～5部）；台灣配音：陳貞伃（第1部）→蘇肇樺（第2部）
東京士族。父母雙亡後淪為小偷集團的扒手，但內心仍然相當驕傲，極重氣節，討厭別人叫他彌彥弟弟。經劍心安排下，彌彥成為薰的第一弟子。十分尊敬劍心，對他深信不疑。雖然年紀小小，洞察力頗為驚人，最後劍心將逆刃刀傳給他。
相樂左之助
日本配音：上田祐司（TV版第1作）／八代拓、藤原夏海（少年）（TV版第2作）／關智一（CD書籍版）
台灣配音：吳文民（民視版）／魏伯勤（ANIMAX版）／林谷珍（新京都篇）
香港配音：陳志強（亞洲電視版）／劉文光（VCD版）
真人演員：青木崇高；台灣配音：鈕凱暘（第1部）→陳幼文（第2～3部）
前赤報隊準隊員，敬仰隊長相樂總三，後來明治政府以偽冒官軍的罪名將總三處死，令左之助痛恨維新志士及明治政府。左之助遇到劍心後，對維新志士開始改觀。與劍心成為莫逆之交。主要以拳腳和斬馬刀為武器。
高荷惠
日本配音：土井美加（TV版第1作）／大西沙織（TV版第2作）
台灣配音：鄭仁君（民視版）／楊凱凱（ANIMAX版）
香港配音：龍德瓊（亞洲電視版／VCD版）
真人演員：蒼井優；台灣配音：林芳雪（第1部）→傅其慧（第2部）→（第3部）
生於會津名醫世家，專長西方醫學(蘭學)，會津戰爭後家人失蹤。惠後來前往東京，不幸被武田觀柳脅迫為他製造鴉片。惠終日受良心責備，終於不能忍受而逃走，為劍心及左之助所救。為贖罪立志懸壺濟世，後來回到會津深造醫學。傾慕劍心，與左之助卻介乎曖昧與歡喜冤家之間。
卷町操
日本配音：櫻井智（TV版第1作）／山根綺（TV版第2作）
台灣配音：鄭仁君（民視版）／楊凱凱（ANIMAX版）／錢欣郁（新京都篇）
香港配音：曾秀清（亞洲電視版）
真人演員：土屋太鳳；台灣配音：蘇肇樺（第2部）
在京都篇登場，前任密探首領的孫女，愛慕蒼紫。擅長飛鏢和踢腿，曾短暫成為御庭番眾首領，後把權力再度移交給蒼紫。人誅篇中從京都來幫助眾人。
四乃森蒼紫
日本配音：安原義人（TV版第1作）／內田雄馬（TV版第2作）
台灣配音：王希華（ANIMAX版）／曹冀魯（新京都篇）
香港配音：陈伟权（亞洲電視版）
真人演員：伊勢谷友介；台灣配音：梁興昌（第2～3部）
幕末時隸屬幕府的密探，十五歲起擔任首領，精通各項武術，擅長小太刀二刀流。為了捍衛密探的名譽，挑戰劍心。性格陰沉冷酷，京都篇中曾與志志雄合作，在人誅篇中看穿雪代緣把戲，協助劍心振作。得意技：回天劍舞；奧義：回天劍舞‧六連。
齋藤一
日本配音：鈴置洋孝（TV版第1作）→成田劍（新京都篇）／日野聰（TV版第2作）
台灣配音：陳旭昇（民視版）／夏治世（ANIMAX版）／吳文民（新京都篇）
香港配音：曾秉輝（亞洲電視版）
真人演員：江口洋介；台灣配音：康殿宏（第1部）→梁興昌（第2～3部）
史實人物。新撰組第三隊隊長，擅長「牙突」刀法，幕府倒台後改名為「藤田五郎」，投身警視廳劍客警備隊，以頭號密探身份繼續新撰組「惡‧即‧斬」的信念。京都篇中大為活躍，人誅篇中只是路過幫了些忙。劍心在最後約戰齋藤遭其拒絕，原因是他對再不是拔刀齋的劍心沒興趣；是故事中唯一一個未與劍心分出勝負的對手。已婚，妻子名叫時尾(沒有登場)。
電視動畫版裏京都篇完結時，後面不再登場。真人電影版提前於東京篇登場。在《明治劍客浪漫譚 北海道篇》中再度出場。

### 北海道篇
長谷川明日郎
「北海道篇 有前科的明日郎」主角。為十本刀外的第十一刀，因經常偷吃東西或吃霸王餐而有「惡太郎」的封號，曾為了吃飯而潛入志志雄真實的據點，對方更收他為「十本刀」之外的十一刀，志志雄和劍心決戰自燃而死後，遺留的「無限刃」被惡太郎撿走，之後他打算賣掉此刀時，和想搶奪無限刃的集團展開戰鬥，最後緋村劍心出手救出惡太郎，並讓他加入神谷薰的門下，改名為明日郎。
井上阿爛
於「北海道篇 有前科的明日郎」登場。因企圖偷渡到國外而被關在小菅監獄的少年，自稱「文明開化的寵兒」，然而其實是日本人與白人所生下的混血兒。
久保田旭
於「北海道篇 有前科的明日郎」登場。覬覦明日郎撿到的志志雄遺刀「無限刃」的少女，然而實際上卻是為了償還高額借款而被迫待在闇乃武的女性成員。
長谷川明日郎（はせがわ あしたろう）
『北海道編』の前哨譚である『明日郎 前科アリ（異聞）』の主人公。16歳。表向きは食い逃げの罪で5年間服役していたが、真の罪状は志々雄一派の末端構成員だったという経歴による。
新潟にある山奥の廃屋に住んでいた孤児で、方々で盗みや食い逃げを働いていたことから「悪太郎（あしたろう）」と呼ばれていた。食べられるものはたとえ泥砂にまみれようと、多少腐りかけようと何でも食してきたため、非常に強靭な胃腸をもっている。我流で肉体の鍛錬も積んでおり、強靭なあごによる噛みつき攻撃が最大の武器。志々雄一派が掲げていた国盗りの大義には興味がなく、うまい食事をたらふく食いたいという単純な動機で一派に参加していた。志々雄のアジトに盗みに入った時に捕まり、逆さ吊りの状態で志々雄と対面。その際は上記の単純な動機を話し、志々雄に見込まれたことで配下に加えられた。一派壊滅後は、アジトの焼け跡から志々雄の遺した愛刀・無限刃を偶然発見し、その正体もわからぬまま持ち出す。
無限刃を巡って志々雄一派の残党と死闘を演じ、阿爛の真実を知ったおりに賊長に彼を侮辱されたことで吹っ切れ、賊長たちへの怒りと殺意のままに無限刃を抜こうとするが、助けに入った剣心に止められる。事件解決後は神谷道場預かりとなり、その門下生となる。その際、阿爛の機転により「悪太郎」から同じ読みの「明日郎」に改名する。剣心から無限刃を預かりたいと言われるもそれを拒絶し、自分が持つと剣心に言った。それを聞いた剣心は内心で無限刃が明日郎を選んだのか、明日郎が無限刃を選んだのかと思った。
『北海道編』本編では、旭を利用していた二人組とけんかになった際に警官隊とも衝突。止めに入った剣心相手に無限刃を引き抜き、志々雄の技である壱の秘剣「焔霊」を発現させるが、逆刃刀での双龍閃を受けて倒される。その後、剣心の言いつけで無限刃を封印し、剣心の護衛として阿爛、旭とともに北海道函館への旅に同行させられる。3人とも「ア」で始まる名前ということで、左乃助から「"ア"の三馬鹿」とひとくくりで命名される。
外見は弥彦の再筆版デザインをアレンジしたもの。志々雄とは面識はあるものの師弟や親子などの強い関係ではない方向で設定された。
井上阿爛（いのうえ あらん）
『前科アリ』から登場。小菅集治監に収監されていた少年。16歳。上質な洋装と自己陶酔的な性格が特徴で、海外に憧れて密航を企てたところを捕まり、3か月の刑に服していた。明日郎と同じ日に釈放されたことから明日郎と縁を持つようになる。美女に目が無く、旭を気に入るも袖にされている。なお、体力はあまりない。無限刃を売るべく明日郎と同行する。実は外国人との混血児で（賊長は外国人居留地の異人揚屋の娼婦の息子と推察している）、金髪に黒い染料を塗って純日本人に見せかけていた。しかし、賊長の攻撃から明日郎を庇った際、砕かれた弩鈍杵から漏れた油を浴びて染料が落ちてしまう。事件解決後は明日郎と共に神谷道場の門下生となる。
小知恵を利かせて剣路をお菓子で釣って秘伝書を読み、それだけで皆伝を受けた気になるなど、考えが浅い。明日郎・旭・剣路に読み書きを教えている。
外見は由太郎の再筆版デザインのアレンジ。
久保田旭（くぼた あさひ）
『前科アリ』から登場。明日郎の御宝（無限刃）を狙う少女。明日郎と同じく志々雄一派に所属していたが、当時は明日郎とは面識はなかった。一派壊滅後はその残党の集まりに属しており、紅一点として君臨する。自分の本心を隠すために表面上は明るく振る舞っているが、本来は暴力を嫌う優しい人物であり、相手を傷つけないように得意のからめ手を用いる。ただし、素の戦闘能力は明日郎をしのぐ。教会などの西洋建築に見られる派手な装飾を好み、阿爛からは「キラキラ好きの開化っ娘」と評される。
明日郎の出所を見はからって接触し、食料と引き換えに無限刃を渡すように迫る。しかし、介入した蒲原から賊長が小菅集治館を襲撃したと知らされてその場を離脱し、賊長と合流する。その後は計略で明日郎と阿爛を廃道場におびき出すが、死人を出す事態は避けようとしていた。一派を壊滅に追い込んだ剣心の存在は認識しており、剣心が介入を知ると即座に逃走し、警察の指名手配を受ける。
『北海道編』では、本来の所属組織である闇乃武からの莫大な借金を返済する目的で、志々雄一派に出向していたことが判明する。しかし読み書きができなかったため本当の金額を知らないまま働かされ、真実を知らされると絶望する。その事情を知り激怒した明日郎が、自分のために佐古と戦う姿を見て改心し和解する。以後は神谷道場預かりとなり、読み書きの勉強を始める。しかし、無理やり連れてこられた函館で佐古らと偶然鉢合わせた際に剣心の正体を知って闇乃武だった過去を知られることを恐れて逃げ出す。しかし、阿爛の読み通り、ハリストス正教会にいたところを二人に発見され、剣心と自分の正体を明かすが阿爛の提案で正体を隠して剣心を逆に後ろ盾にすることを決めて自分から剣心たちのもとに戻る。
外見は鎌足の再筆版デザインのアレンジ。髪型と衣装は初登場時と『北海道編』で異なっており、ロングヘアからボブカット寄りの髪型となった。
永倉新八（ながくら しんぱち） / 杉村義衛（すぎむら よしえ）
実在の人物で、元・新選組二番隊組長。斎藤や沖田にならぶ新撰組最強の剣士のひとりで、かつて一対一で戦った剣心からも実力を高く評価されている。幕末の動乱で新選組の仲間が大勢戦死したなかで生き残った自分自身を、「明治の死に損ない」と自嘲する。
維新後は史実どおりに杉村義衛と改名し、樺戸集治監で剣術師範を務めていた。劍客兵器の樺戸襲撃前夜に安慈とともに函館に向かい、事前に大まかな動向を掴んでいた宗次郎を加えた3人で剣心や斎藤たちと合流する。加齢で白髪交じりの容貌となっているものの、宗次郎との手合わせでは縮地の二歩手前を見切って動きを封じるなど、実力は健在。「受ける」「崩す」「叩き斬る」の三連動作からなる技を得意としている。
新撰組時代からの仲である斎藤や、温厚な剣心さえも辟易するほどのなれなれしく大味な性格で、自身が将来作ろうとしている回顧録に、本来池田屋事件に参加していなかった斎藤と剣心の参加をでっち上げて回顧録に記そうとしたり、珍しいからと言う理由で逆刃刀を見せてくれと剣心に迫って煙たがられる。回顧録に関しては、剣心からは本気で拒絶され謝罪する。
- 『剣心皆伝』での再筆：粋でいなせな江戸っ子。

## 次要角色

### 飛天御劍流
比古清十郎
日本配音：池田秀一（TV版第1作）／中村悠一（TV版第2作）
台灣配音：康殿宏（ANIMAX版）／林谷珍（新京都篇）
香港配音：黃志明（亚洲电视版）
真人演員：福山雅治
「飛天御劍流」的第十三代繼承人，劍心的師傅。與劍心同樣外貌年輕（京都篇時43歲）。化名新津覺之進以陶藝為生，性格自負，不喜與人群交往。實力超群的比古在故事中與劍心的修行及對不二的戰鬥中顯示出壓倒性的實力，作者亦說因比古實力是肯定遠在劍心、志志雄、雪代緣等主要角色之上的人，而不能太常出場，可見無疑是"浪客劍心"裡最強的角色。在高傲的外表下其實對劍心所背負殘酷的命運感到自責，在傳授奧義予劍心後曾對劍心作出「我把飛天御劍流傳授給你，並不是要為了給你帶來不幸……」的發言。
「比古清十郎」是飛天御劍流代代相傳的名稱，與比古所穿著的斗篷同為飛天御劍流繼承者的證明。愛刀是桔梗仙冬月。

### 赤別戶
三條燕
日本配音：白鳥由里（TV版第1作）／大野柚布子（TV版第2作）
台灣配音：楊凱凱（ANIMAX版）
真人演員：永野芽郁（第1部）→柿原琳佳（第4部）
「赤別戶」店員。性格較為柔弱內向，被長岡幹雄要脅幫助搶劫赤別戶，後得彌彥打倒長岡幹雄。在人誅篇曾鼓勵失去鬥志的劍心，亦在危急關頭告知劍心彌彥身陷險境。
關原妙
日本配音：島本須美（TV版第1作）／能登麻美子（TV版第2作）
台灣配音：楊凱凱（ANIMAX版）
真人演員：平田薫
東京「赤別戶」牛肉壽喜燒的老闆娘，劍心及其同伴經常光顧該店。喜歡收集浮世繪。有一位雙生姊姊名「冴」，也在京都開設牛肉火鍋店。作者在介紹中戲稱她是生不逢時的腐女。
關原冴
日本配音：島本須美（TV版第1作）／能登麻美子（TV版第2作）
關原妙的雙生姊姊。乍看被薰和彌彥錯認為妙。在京都開設「白別戶」牛肉火鍋店，有奇怪的喜好。

### 隠密御庭番眾
柏崎念至
日本配音：北村弘一（TV版第1作）／大木民夫（新京都篇）／千葉繁（TV版第2作）
台灣配音：孫中台（ANIMAX版）／林谷珍（新京都篇）
香港配音：曾秉輝（VCD版）
真人演員：田中泯；台灣配音：陳幼文
密探一員，經營民宿「葵屋」作為密探的後勤和情報中心，其身手與御庭番眾前任首領不分上下。視操為親生孫女。擅長勾棍。年青時叱咤風雲，老來仍然風騷，然而曾大敗於蒼紫之下，受操之照顧而好轉。電影版中，為了要阻止蒼紫抱著身體的傷勢前往阻止而後體力不支。
般若
日本配音：野島昭生（TV版第1作）／置鮎龍太郎（TV版第2作）
擅长拳法，卷町操的身手据她自己说就是受教于般若，平常一直穿紧身忍者服，并且戴面具，為便於易容自毁容貌。般若的拳法极具特点，剑心首次和他交手时曾说：“他的拳到我面前时，突然之间变长了！”其实是因为般若双臂的紧身衣为横道条纹，可以使人眼产生拉伸的视觉错误，故剑心以逆刃刀为尺，测量般若的臂长。是蒼紫部下中最強的(身手僅次於蒼紫與柏崎)，蒼紫敗給劍心後看到式尉,火男與惡見死於武田觀柳亂槍之下，為了保護蒼紫，以自己的身體當誘餌犧牲自己，也幫助劍心擊敗武田觀柳。
式尉
日本配音：中多和宏（TV版第1作）／稻田徹（TV版第2作）
擅长重武器，和左之助交手时使用铁链大锤一只。全身肌肉坚实，为了保护苍紫甘愿将自身当作肉盾，挡下了机关枪的子弹，他到死时都是跪在苍紫面前作为盾牌，未倒下去。
火男
日本配音：飯塚昭三（TV版第1作）／落合福嗣（TV版第2作）
身形肥胖，擅长用火，将汽油袋子含入喉腔中，作为火源。為掩護惡見和蒼紫死於亂槍之下。
惡見
日本配音：松野太紀（TV版第1作）／吉野裕行（TV版第2作）
台灣配音：沈光平（ANIMAX版）
身短疾軀，擅長使用螺旋鏢，在同夥之間被戲稱為「只有一項本事的人」，不過最後為了保護沒有拋下自己的蒼紫，死在武田觀柳的機關炮之下。
黑尉
日本配音：茶風林（TV版第1作）／杉崎亮（TV版第2作）
台灣配音：曹冀魯（新京都篇）
真人演員：小久保丈二；台灣配音：李景唐（第2部）
葵屋的工作人員。武器為籠手輪手裏剣。
白尉
日本配音：木內秀信（TV版第1作）／奧村翔（TV版第2作）
真人演員：佐藤滋；台灣配音：梁興昌（第2部）
葵屋的工作人員。武器為籠手輪手裏剣。
增髮
日本配音：中尾友紀（TV版第1作）／雨宮夕夏（TV版第2作）
台灣配音：呂岳玓（新京都篇）
真人演員：江田結香；台灣配音：傅其慧（第2部）
葵屋的工作人員。一般稱呼為阿增。武器為圓形手裡劍。
近江女
日本配音：尾小平志津香（TV版第1作）／相村奈都姬（TV版第2作）
真人演員：別府步美
葵屋的工作人員。一般稱呼為阿近。武器為くの字手裏剣。明顯對比古清十郎有好感。

### 熟人相關者
浦村署長
日本配音：龜山助清（TV版第1作）／松本忍（TV版第2作）
真人演員：齊藤洋介（第1部）→鶴見辰吾（第4部）；台灣配音：鈕凱暘
管轄劍心他們所居住的町之警察署長。人誅篇中被六人同志重傷。
小國玄齋
日本配音：鹽屋翼（TV版第1作）／多田野曜平（TV版第2作）；台灣配音：孫中台（ANIMAX版）
神道場專屬的老醫生，經營小國診所。（動畫版中有兩個孫女小菖蒲和小麻雀，另外也有妹妹名「花」。）

### 親屬相關者
緋村劍路
日本配音：甲斐田雪
劍心與薰的兒子。在動畫OVA星霜篇中，自小已經不太喜歡父親，對劍心因為戰爭而留下妻子、離開家園極為不滿，後來離家出走到京都找比古清十郎，後在與彌彥一戰後跟彌彥回到東京（但星霜篇並非原作者所構思的故事）。
作者和月伸宏表示原本對續篇的構思裡，劍路的性格比同作的齋藤更乖戾、比志志雄更加自我中心，亦繼承父母的劍術天份。名字取自劍心的「劍」與薰的父親神谷越路郎的「路」字。

## 反派

### 東京篇
鵜堂刃衛
日本配音：大塚明夫（TV版第1作）／杉田智和（TV版第2作）；台灣配音：沈光平（ANIMAX版）
真人演員：吉川晃司
曾是幕府新撰組的兵士，在肅清隊內行動中被追殺逃離新撰組。絕招為「心之一方」，只用眼神便可以催眠，令敵人的四肢和感官麻痺或利用自己武器背車刀反射催眠而強化自己。企圖迫使劍心（拔刀齋）重出江湖擄走薰，之後對薰施展「心之一方」讓她窒息。薰出奇地破解「心之一方」後，鵜堂刃衛眼見引以為傲的絕招竟然被破解，感到顏面無存，敗給劍心後自殺而死。留下一句「殺手永遠是殺手，到死都一樣」後喪命。(人物造型參考自特異功能組的牌王Gambit)
武田觀柳
日本配音：飛田展男（TV版第1作）／真殿光昭（TV版第2作）；台灣配音：夏治世（ANIMAX版）
真人演員：香川照之
外表上是企業家，實際上是非法製造和販賣鴉片的不法份子，要脅高荷惠替他生產鴉片。聘用了四乃森蒼紫等一行人為保鑣。以旋转式机关枪（加特林机枪）殺死四乃森蒼紫的手下，此舉遭到憤怒的劍心以逆刃刀打歪臉骨而遭警察逮捕。
在北海道篇中再度出場。交代了他以交出自己的全部財產為代價免於一死，被囚禁於北海道，之後趁劍客兵器襲擊監獄時乘機逃獄。化名為「雅桐倫俱」﹙取自加特林機槍的讀音﹚在小樽市四周發放「雅桐刀」。
石動雷十太
日本配音：大林隆介（TV版第1作）／三宅健太（TV版第2作）；台灣配音：沈光平（ANIMAX版）
利用塚山家的財產創立「真古流」古流劍術團體。雖以復興古劍法為宗旨，卻從來沒有殺過一人；敗於只能單手使刀的劍心之下。(就作者當時說法本來是要設計殺人美學但作者當時作畫太累結果就變成性格越走越偏)
比留間喜兵衛
日本配音：長（TV版第2作）
比留間伍兵衛的兄長，接近神谷薰以霸佔神谷活心流的道場。挑撥相樂對戰劍心的元凶。（第1作沒有登場）
比留間伍兵衛
日本配音：小村哲生（TV版第1作）／高木涉（TV版第2作）；台灣配音：沈光平（ANIMAX版）
假拔刀齋事件時，偽裝拔刀齋的人。動畫版裡過去因被越路郎打斷右手不能用，而偽裝拔刀齋殺人以向小薰復仇。
西脇
日本配音：松野太紀（TV版第1作）／高橋伸也（TV版第2作）
比留間伍兵衛的「鬼兵館」幹部。

### 京都篇

#### 志志雄一黨
志志雄真實
日本配音：池田政典（TV版第1作）／古川慎（TV版第2作）；台灣配音：康殿宏（ANIMAX版）、曹冀魯（新京都篇）；香港配音：呂永林（亞洲電視版）
真人演員：藤原龍也；台灣配音：陳幼文
幕末時，暗殺任務的繼承人，作為拔刀齋投身前線戰鬥後。他有強烈的權力慾，當初投身倒幕是為了展現自己能力。新政府認為他是個潛在威脅，於是在戊辰戰爭中暗殺他，並放火焚燒他的身體。志志雄沒有死去，但全身皮膚嚴重燒傷，失去了排汗功能，因此不能戰鬥超過15分鐘，否則體溫會過高。此後志志雄全身皆包有繃帶。志志雄招攬了一群不滿明治政府及討厭和平的人士，展開奪取政權的陰謀。他以「強者生存，弱者滅亡」為信念，認為日本在西方列強環伺下需要強權領導，明治政府太軟弱了，應該由他取而代之，帶領日本成為強國。
在火燒京都計劃失敗及「煉獄號」軍艦被炸沉後，志志雄在比叡山迎戰劍心一夥。與劍心的最後決戰中，志志雄本來佔上風，以「第二秘劍紅蓮腕」擊暈劍心。中途卻有齋藤一、左之助及蒼紫加入，令劍心醒來，戰鬥延長；「終極秘劍火產靈神」雖輸給劍心的「天翔龍閃」，但意志極強，幾乎擊敗劍心。最終志志雄在32分鐘激戰後因體溫過高而自燃，大笑著死去。故事描述志志雄死後到地獄，計劃征服地獄。
作者在訪談集中說，因本身太投入志志雄，導致這角色變成全京都篇中最強的反派。
駒形由美
日本配音：入繪加奈子（TV版第1作）／戶松遙（TV版第2作）；台灣配音：楊凱凱（ANIMAX版）、連思宇（新京都篇）；香港配音：譚淑英（亞洲電視版）
真人演員：高橋瑪莉潤；台灣配音：傅其慧（第2部）→馮嘉德（第3部）
志志雄身邊的美人，外號「夜枷」，以前是花魁（高級艺妓），不滿明治政府視娼妓如牛馬，在遇上志志雄後愛上他，並一直跟隨他。在比叡山決戰中，由美見到志志雄的身體在長時間戰鬥後開始不支，請求劍心停手，志志雄乘機突襲劍心，利刀穿過由美身軀再刺中劍心。由美高興自己終於可以在戰鬥中幫助志志雄，在他的懷中死去。京都篇故事描述最後兩人在地獄重逢。
因十本刀（志志雄一黨的十位重要成員）集合時由美的名字一起被列出，導致她容易被誤會為十本刀的一員。

##### 十本刀
以暗殺政府高官為目的的精銳部隊，雖然組織名稱有「刀」的字眼，卻並非所有成員的武器都是刀（作者曾在單行本的「登場人物創作秘辛」中對此做出反省）。
瀨田宗次郎
日本配音：日高範子（TV版第1作）／山下大輝（TV版第2作）；台灣配音：魏晶琦（ANIMAX版）、錢欣郁（新京都篇）；香港配音：周文瑛（亞洲電視版）
真人演員：神木隆之介；台灣配音：李景唐
「天劍」宗次郎。十本刀中最強人物。宗次郎小時候被收養，一直受家人虐待，學會永遠保持笑容以減少受虐，形成日後的他不流露笑容以外的感情。後來宗次郎遇到正在逃避政府追殺的志志雄，秘密收留了他，不久被家人發覺，他們打算殺死宗次郎，於是他用志志雄送給他的短刀殺光家人。宗次郎自此相信志志雄的「強者生存，弱者滅亡」信念，一直跟隨他，而他也是志志雄最信賴的部下。明治11年志志雄便派遣宗次郎刺殺明治政府高官大久保利通，直接促成劍心決定前往京都阻止志志雄。新月村對峙時，和劍心以拔刀術一較高下，不分勝負。在比叡山和劍心再次決鬥，起初佔盡上風，連「九頭龍閃」也擊不中他。但和劍心持續戰鬥，令他情緒開始不穩以至崩潰。最後他使出絕招「瞬天殺」對付劍心的絕招「天翔龍閃」，然而後來還是輸了，他也對志志雄的信念產生懷疑。志志雄一黨敗亡後，為了找尋自己的信念，獨自開始流浪生活。
真人版於人誅篇亦有登場，假意協助上海黑幫吳黑星，實則幫助劍心共同擊退吳黑星的手下。
佐渡島方治
日本配音：高橋廣司（TV版第1作）／伊藤健太郎（TV版第2作）；台灣配音：孫中台（ANIMAX版）
真人演員：瀧藤賢一；台灣配音：梁興昌
「百識」方治。在志志雄陣營擔當參謀的角色，是志志雄思想的忠實信徒。方治曾經在明治政府任職，後來因為對明治政府失望而投向志志雄。方治負責購買「煉獄號」軍艦及部署在比叡山總部迎戰劍心一夥。在志志雄與劍心的最後決戰中，方治見志志雄遲遲未能擊敗劍心，曾經拔出長槍，最終因為相信志志雄有能力取勝而丟棄長槍。志志雄死後，方治向政府自首，希望得到機會可以公開宣揚志志雄的「弱肉強食」思想，可是明治政府不願意公開審訊方治，萬念俱灰的方治最終在獄中自殺死去。死後方治在地獄重遇志志雄及由美，隨即參加志志雄征服地獄的大計。
魚沼宇水
日本配音：流山兒祥（TV版第1作）／諏訪部順一（TV版第2作）；台灣配音：符爽（ANIMAX版）、林谷珍（新京都篇）
真人演員：村田充
「盲劍」宇水。十本刀的第二強者。宇水曾是幕府劍客，與志志雄交手時雙目被毀，後來練成「心眼」絕技，能夠靠敏銳聽覺「觀察」周圍的人心理狀態、情緒及動作。志志雄承諾宇水可隨時偷襲他，換取宇水為他效力。事實上志志雄從不認為宇水可擊敗自己，宇水的襲擊從沒得手，宇水也知道即使練成「心眼」，但志志雄實力已變得深不見底，即使再決鬥也必敗無疑，只是不肯承認失敗。在比叡山一戰被齋藤一所殺。在新京都篇中，完成志志雄的殺警任務後與志志雄決鬥被殺。
悠久山安慈
日本配音：原康義（TV版第1作）／羽多野涉（TV版第2作）；台灣配音：王希華（ANIMAX版）、吳文民（新京都篇）
真人演員：丸山智己；台灣配音：李景唐
「明王」安慈。十本刀第三強者。以前在北海道一所佛寺為僧，那裡收容了一群孤兒。由於明治政府推行的「廢佛毀釋」政策，佛寺被當地村民放火燒燬，寺中兒童全部被燒死。安慈從此變成一個仇恨政府的破戒僧，多年後返回舊地殺死那些當年放火燒寺的村民。左之助前往京都途中，遇上了安慈，安慈把「雙重之極限」最基本原理傳授給左之助。比叡山之戰中，安慈與左之助決戰，左之助以「三重之極限」擊敗安慈。志志雄死後，安慈向警察自首，被判入獄廿五年，在北海道服刑。雖然明治政府原希望安慈能加入政府為他們效力，但安慈本人堅持坐牢服刑來贖罪。安慈本性不壞，執行「火燒京都計劃」期間，反對宇水濫殺，救了卷町操一命。
澤下條張
日本配音：福本伸一（TV版第1作）／岡本信彥（TV版第2作）；台灣配音：夏治世（ANIMAX版）、林谷珍（新京都篇）
真人演員：三浦涼介；台灣配音：李景唐
「刀狩」張。愛刀如命，擁有新井赤空兩把殺人奇劍。得知新井赤空留下一把未使用過的刀，不惜闖進新井家綁架新井伊織。被劍心打敗後被囚禁，未能參與志志雄的計劃。後來加入警視廳，成為齋藤一的手下。被左之助取笑為「掃帚頭」。
本條鐮足
日本配音：竹內順子（TV版第1作）／村瀬歩（TV版第2作）；台灣配音：馮友薇（ANIMAX版）；香港配音：龍德瓊（亞洲電視版）
真人演員：屋敷紘子
「大鐮」鐮足。男扮女裝的本條鎌足，外貌酷似女子。傾慕志志雄，但自知沒有可能取代由美和宗次郎的位置。一心向志志雄效忠以表心意。使用大鐮刀和鐵鍊旋轉攻擊，被薰與操聯手擊敗，但也在事後接受薰與操的治療。後來被張說服加入明治政府，派往外國進行間諜工作。
刈羽蝙也
日本配音：竹本英史（TV版第1作）／逢坂良太（TV版第2作）；台灣配音：于正昇（ANIMAX版）
真人演員：原勇彌
「飛翔」蝙也。打扮像蝙蝠，身型極瘦，靠炸藥的爆炸力升空。被彌彥打敗。後來加入明治政府，進行高空監視亞洲大陸的工作。
夷腕坊
日本配音：八嵨智人（TV版第1作）／山崎巧（TV版第2作）
真人演員：山田崇夫
「丸鬼」夷腕坊。傻裡傻氣的傢伙，氣力驚人，不會說話。原本對陣黑白增近不落下風，但當其他人被擊敗後便立刻逃跑。十本刀解散後帶出後面人誅篇的故事。
才槌
日本配音：西川幾雄（TV版第1作）／島田敏（TV版第2作）；台灣配音：孫中台（ANIMAX版）
真人演員：島津健太郎
「破軍(甲)」才槌。矮小的老人，靠一把三寸不爛之舌挑撥敵人。一直控制不二。後來加入明治政府的外務省，進行談判和遊說政客的工作。
不二
日本配音：石塚運昇（TV版第1作）／梶原岳人（TV版第2作）；台灣配音：符爽（ANIMAX版）
真人演員：山口航太
「破軍(乙)」不二。超巨型巨人，自少因其身形而備受岐視，被才槌發現後成為他的爪牙。在與比古清十郎對峙時初次得到身為武者的尊重而滿足落淚，與比古全力一戰後敗陣。投降後成為明治政府的屯田兵，派駐北海道。

##### 其他成員
尖角
日本配音：小村哲生
志志雄手下，新月村的統治者。劍心初見志志雄時，志志雄派尖角以觀察劍心的實力，被其刀不出鞘擊敗。（在電視動畫第一作中，他最後於河邊被瀨田宗次郎所殺。）

### 人誅篇

#### 闇乃武
辰巳
日本配音：內田稔
真人演員：北村一輝
「暗乃武」的領導人，奉德川幕府的命令解決拔刀齋。
村上
真人演員：奥野瑛太
「暗乃武」的一員，稱呼「連鎖刀的村上」。跟劍心決鬥，被打敗。
中條
真人演員：平埜生成
「暗乃武」的一員。乙和的親友，利用梅花袖劍攻擊劍心，但最終還是被劍心打敗，失敗後用炸藥引爆自殺，奪去劍心的聽力。
角田
真人演員：一之瀨亙
「暗乃武」的一員。使用巨斧，被劍心打敗，用閃光彈引爆自殺，奪去劍心的視力。
飯塚
日本配音：中尾隆聖
真人演員：大西信満
長州維新志士的一員，私通暗乃武。

#### 六人同志
雪代緣
日本配音：佐佐木望
真人演員：新田真劍佑、荒木飛羽（少年時代）
雪代巴的弟弟，親眼目睹姊姊被劍心殺死而決意復仇。因厭惡維新志士所創造出來的日本而前往中國上海，在身心匱乏時由日本富商家族扶養；因為妒恨富商家內的幸福感而殺了富商一家，並在富商家得到《單刀法選》：中華大陸式的日本劍術「倭刀術」。憑著所搜刮的富商財產與過人的天賦手段成為上海黑社會內最大的軍火商頭子。
作為本篇最後的BOSS，雪代緣的劍術實力很高，曾一度破解劍心的天翔龍閃；但精神方面不成熟，總體來說遜於故事中盤登場的志志雄真實，這可由左之助和齋籐一的意見（二人認為他有天份，用劍也好，也有足夠訓練，但僅此而已）推測出。不過，由於恨意造成神經的異常成長，使雪代緣擁有極為發達的神經系統「狂經脈」，在開啟狀態下可大幅強化力量、速度等各項能力，但無法長時間維持。在與劍心的最後對決中，曾以疑似超越瀨田宗次郎的神速瞬移至劍心背後，甚至一刀劈開海面。
外印
真人演員：綾野剛；台灣配音：康殿宏
京都篇中以夷腕坊的身份出現。實際身份是機關傀儡師的末裔。由於追求機關傀儡的完美而接近武術高手，六人同志中唯一對拔刀齋無仇意。在神谷道場決鬥時被劍心打敗。即使不操縱機關傀儡武功依然上乘，平時戴著骷髏造型的面具，實際上真面目是個老人，最終死於四乃森蒼紫刀下。而完全版及特筆版則修正成帥氣男子。
真人版及特筆版提前於東京篇登場，為武田觀柳的手下之一。真人版與原作相同與劍心對戰，武器改使手槍與小太刀，而真面目改毀容半張臉的男子。特筆版則是與齋藤一對戰。
戍亥番神
真人演員：須藤元氣
繼承「術式．無敵流」體術的武道家，闇乃武首領辰巳的弟子。從以前就不懂什麼叫敗北。師父敗給拔刀齋只是他想打架的藉口，除了比武及勝利以外並不在乎其他東西，漫畫版用鐵甲護住手腕，因此曾一度讓左之助陷入苦戰。在神谷道場決鬥時被左之助打敗。
真人版及特筆版提前於東京篇登場，為武田觀柳的手下之一。與原作相同與左之助對戰，個性沉默寡言的設定與漫畫版高傲的個性相差甚遠，也沒有用鐵甲護住手腕，和左之助直接拳腳對打。
《最終章 The Final》的戲份則以設定相似的原創角色乾天門（真人演員：丞威）取代。
鯨波兵庫
真人演員：阿部進之介
幕末時被拔刀齋斬斷了右手，拔刀齋不肯殺他，鯨波感覺受侮辱，對拔刀齋懷恨在心，伺機報仇。右手改造成可裝卸許多種重兵器，包括大範圍破壞槍械「阿姆斯壯砲」。敗於劍心，在獄中暴走再敗於彌彥及趕來救助的劍心之下，求死再被劍心拒絕。
乙和瓢湖
真人演員：柳俊太郎
身上有13種暗器，被左之助稱為人妖。因為與自己同樣愛殺人的闇乃武友人中條被拔刀齋所殺，便藉故想殺了劍心。在神谷道場決鬥時被彌彥打敗，本身的武功在六人之中最弱。
八目無名異
真人演員：成田瑛基
越後的佐渡金山的挖金一族，以前曾是闇乃武的手下。由於八目一族肉體的秘密被拔刀齋發現以及右手被廢，因此處心積慮想殺了拔刀齋。在神谷道場決鬥時被齋藤一打敗。

#### 上海黑幫
吳黑星
真人演員：音尾琢真
雪代緣的上海黑幫副官，不懂武功，一直由青龍朱雀白虎玄武保護。一心想取代雪代緣，最後被眾人海扁。
青龍
擅使青龍長刀，擅觀察對方招式尋其破綻，最後被齋藤打敗。
朱雀
使用的武器是朱雀雙劍，可以模仿對方的絕招，被蒼紫打敗。
白虎
擅長拳法，最後被左之助使用改良版的「雙重極限」打敗。
玄武
擅使玄武蛇棍，擅判斷思考，最後被彌彥打敗。

### 北海道篇

#### 志志雄殘黨
賊長
率領志志雄一派殘黨的男子，個性粗暴，會不擇手段把想要的東西弄到手，為了獲得惡勢力的象徵而企圖將志志雄的遺刀「無限刃」搶到手。後來被劍心打倒，除了旭以外大多數的手下亦遭到警察逮捕。武器為弩鈍杵。
蒲原
賊長的部下，在志志雄一派的時代具有率領一個部隊的實力，企圖搶走明日郎的無限刃，然而槍尖卻被明日郎咬走並刺進臉頰而敗北。

#### 劍客兵器
將君
劍客兵器的最高領袖，分派七名部隊將指揮「驗收戰」。

##### 部隊將
凍座白也
七名部隊將當中的「異號」。負責在函館進行「鎮壓據點」的驗收戰。聲稱自己在積年累月拼死命的戰鬥下而獲得特殊能力，能看穿他人戰鬥中的本質「鬥姿」。戰型為不動凍奴，由於天生在體質上血量過多，若不適當釋放體內的血液就無法使用「赫力」。
除了劍心、齋藤等強者以外，唯一欣賞的就是榮次。
雹邊雙
七名部隊將當中的「髏號」。戰型為二刃羽織，負責在札幌進行「暗殺高官」的驗收戰。實際上是由擅長防守的「雹邊又佐」與擅長進攻的「雹邊又佑」組成的二人組。
寒鄉豪人
七名部隊將當中的「霸號」。負責在樺戶進行「強襲破壞」的驗收戰。具有雙手一拍，便能產生衝擊將周遭的人們震飛的能力。
冬甲斐
七名部隊將當中的「仁號」。身穿和風盔甲的武人。
霜門寺瑠璃男
七名部隊將當中的「寶號」。負責在小樽進行散佈槍砲彈藥，引發「治安動亂」的驗收戰。戰型為細細刃金。性格無禮且殘忍，對於被他認定沒有利用價值的人會毫不留情地殺害滅口。
冷泉
七名部隊將當中的「變號」。

##### 凍座的部隊
土居潛具羅
「地號」。初期登場造型體格如同岩石組成的怪人，然而那其實是土居一族的岩石鎧甲「潛具羅具足」，真面目是女性。戰型為土遁暴威蟲。具有鑽地並在岩石中移動的能力。
權宮剛豪
「偽號」。戴墨鏡的高個子。能輕易地運用巨劍殺人，搭配小天的能力可精準地將子彈反彈回開槍的人身上。戰型為偽身暗鬼。擁有由新井赤空設計後自行封印，爾後由劍客兵器利用新井留下之設計圖打造的「業火乃大劍」。雖是凍座的部下，卻看凍座很不順眼，甚至希望凍座能早點死掉。
天智實命
「惠號」。綽號小天。體格嬌小，與權宮相當親近。戰型神通覺能精準地掌握攻擊的角度和距離，但缺點是相當耗體，需要吃甜食補充營養才能再次使用。
伊差川糸魚
魚沼宇水的師弟，右眼有一道傷疤，為了向齋藤報仇而加入劍客兵器。其頂臂與羅慶「黃金玄武」為眼力琉球武術歷代最強高手所繼承的寶具。

##### 寒鄉的部隊
田所
「愛號」。外表雖是初老的男性，卻擁有將狙擊他的來福槍子彈反射回去，並刻意留對方活口的驚人實力。

##### 霜門寺的部隊
於野富鷹
「斧號」。奉霜門寺的命令將失去利用價值的觀柳滅口，卻被劍心等人阻止而與左之助對峙。戰型破斷戰斧。對峙過程中因認同左之助的實力而想邀他加入劍客兵器，但被左之助斷然拒絕。在殺手鐧「陰技・裂斧掌」被左之助破解後認輸，卻隨即被霜門寺滅口，並在回答左之助自己所知的情報後死去。
本多雨讀
「記號」。奉霜門寺的命令，透過觀柳在小樽散佈槍砲彈藥，在被阿爛等人發現的小樽據點與阿爛、觀柳對峙。戰型為書・裏・劍，雖然在戰敗後趁亂逃走，卻在向霜門寺報告後慘遭滅口。
賊長（ぞくちょう）
元・志々雄一派の残党を率いる男。粗暴かつ獰猛な性格で、欲しい物はあらゆる手段を用いて手に入れる主義。自身らが悪として勢いを得るためのシンボルとすべく、無限刃を狙っている。しかし、剣心の特徴までは知らなかった。無限刃が存在する可能性のある小菅集治館を襲撃し、壊滅させる。さらに旭の計略を用いて明日郎と阿爛をおびき出し、明日郎を追い込むも、助けに入った剣心の龍翔閃で倒される。その後は旭を除く大半の部下たち共々警察に逮捕された。
武器
弩鈍杵（どどんしょ）
両端に油が仕込まれた金属製の機巧杵。中に仕込まれた油が打撃の際に一拍子遅れて追衝撃を加えるため、一度に二発分の攻撃が可能。賊長の身体能力で振り回すことによって警官隊をも軽く薙ぎ倒す。鞘に納めた無限刃を使った明日郎の突きで片端を砕かれる。
蒲原（かんばら）
賊長の部下で、槍と日本刀を武器とする。志々雄一派時代には一部隊を率いるほどの実力者。明日郎から無限刃を強奪しようとするが、槍の穂先を折られた上で頬を穂先で貫かれて敗北。
技
双武流 竜槍虎刀（そうぶりゅう りゅうそうことう）
槍と刀で攻撃を仕掛ける。しかし、技を発動する前に明日郎に倒される。

## 其他角色

### 東京篇
山縣有朋
日本配音：水古誠司→金子はりい（TV版第1作）／小形滿（TV版第2作）；台灣配音：沈光平（ANIMAX版）
真人演員：奥田瑛二
史實人物。幕末長州派維新志士，明治政府的陸軍高官。賞識劍心，屢勸其出仕不果，不時以其權勢相輔。
於「北海道篇」以內務卿的身份再度登場，在得知「劍客兵器」的情報後打算摧毀其勢力，並派替身代替他在五稜郭特設牢房逼凍座招供，卻被對方透過觀察「鬥姿」看穿真實身份。
相樂總三
日本配音：菊池英博（TV版第1作）／小野大輔（TV版第2作）；台灣配音：夏治世（ANIMAX版）
史實人物。左之助跟津南仰慕的隊長。被明治政府以偽軍官的罪名處死。京都篇以鬼魂方式現身。
川路利良
日本配音：志賀克也（TV版第1作）／福松進紗（TV版第2作）
真人演員：小市慢太郎；台灣配音：李景唐
史實人物。薩摩藩出身，明治政府的警察總長。真人電影版亦有參與處理志志雄及雪代緣事件。
神谷越路郎
日本配音：澤木郁也
神谷活心流的創始者，在西南戰爭中戰死。動畫第1作中因比留間伍兵衛試刀殺人，為了阻止伍兵衛用木刀把伍兵衛右手手指打斷。在「北海道篇」因一張他的照片，使劍心一家有了舉家前往北海道的動機。
前川宮內
日本配音：寺杣昌紀（TV版第2作）
真人演員：中原丈雄
中越流前川道場的主人，小薰父親的朋友。（動畫第1作沒有登場。）先後敗於雷十太及六人同志。
塚山由太郎
日本配音：田中真弓（TV版第1作）／三瓶由布子（TV版第2作）；台灣配音：楊凱凱（ANIMAX版）
刀劍商塚山由左衛門的兒子。（動畫版裡塚山由太郎是伊豆的富豪，父親是被稱呼「伊豆雷神」的劍士。）崇拜雷十太，被雷十太背叛和砍傷右手腕，傷勢嚴重，被帶到德國治療。臨走前被神谷流納入門生名單，並視為二號弟子；雖沒再登場，但在漫畫末期和特別篇都被提到過，顯示從德國回來後便加入了神谷道場。於第1作動畫「黑騎士團篇」與新連載的「北海道篇」均有再次登場。
宇治木
日本配音：宮本充（TV版第1作）／駒田航（TV版第2作）
薩摩藩出身的維新志士。警政署裡的劍客警官隊隊長，擅長使用劍術「示現流」。被劍心秒敗。
我介
日本配音：飛田展男（TV版第1作）／柳田淳一（TV版第2作）；台灣配音：沈光平（ANIMAX版）
「關東集英組」的人。
多西
日本配音：坂口芳貞（TV版第1作）／宇垣秀成（TV版第2作）
極道「關東集英組」的組長。
佐藤&平
日本配音：柳晃平&井上雄貴（TV版第2作）
神谷活心流的徒弟。（動畫第1作沒有登場。）
蜂須賀
日本配音：竹村拓（TV版第1作）／檜山修之（TV版第2作）
「菱卍愚連隊」隊長。因為佐藤和平酒醉惹火了蜂須賀派其他夥伴功擊佐藤和平，最後劍心打敗他們。動畫版裡和雷光一起騙錢。
谷十三郎
日本配音：北村弘一（TV版第1作）／間宮康弘（TV版第2作）
陸軍關係重要人物；刃衛斬殺的目標。維新時曾被劍心保護，知其實力。實際上利慾熏心，在人誅篇再度出場仗勢欺人，被左之助毒打了一頓。
長岡幹雄
日本配音：藤原啟治（TV版第1作）／水中雅章（TV版第2作）；台灣配音：符爽（ANIMAX版）
指使小燕去偷赤別戶火鍋店的金庫鑰匙。敗於彌彥。
月岡津南
日本配音：家中宏（TV版第1作）／梅原裕一郎、伊瀨茉莉也（少年）（TV版第2作）；台灣配音：符爽（ANIMAX版）
本名為月岡克浩，與左之助同為前赤報隊準隊員。高人氣的錦繪畫師，後來創立批評明治政府的「繪草紙新聞」。擅長製造炸藥。

### 京都篇
大久保利通
日本配音：坂口芳貞（TV版第1作）／松山鷹志（TV版第2作）／大塚明夫（PS維新激鬥篇）
真人演員：宮澤和史；台灣配音：梁興昌
史實人物。明治政府的內務大臣。向劍心提出志志雄一派於京都暗中活躍的傳聞，請求前往處理。卻在紀尾井坂遭到瀨田宗次郎暗殺，此事件讓劍心下定決心前往京都。
三島榮次
日本配音：又村奈緒美 (TV第1作)/千葉翔也（TV版第2作）
真人演員：田端瑛；台灣配音：馮嘉德
在新月村居住的少年，父母被尖角殺害，而兄長被尖角的手下殺害。
於「北海道篇」再度登場，繼承兄長的遺志從軍，並將劍心與齋藤視為崇拜的對象，但由於父母與兄長遭到殺害的過去，使他對志志雄的手下極度無法諒解。
三島榮一郎
日本配音：志賀克也（TV版第1作）/松風雅也（TV版第2作）
真人演員：淵上泰史；台灣配音：陳幼文
榮次的兄長，乃齋藤一的部下。以警視廳的密探身份潛入新月村，卻遭尖角等人發現攻擊成重傷，被劍心及操救出後傷重不治。
新井赤空
日本配音：加籐忠可（TV版第1作）/中井和哉（TV版第2作）
真人演員：中村達也；台灣配音：李景唐
幕末著名鑄劍師。製作許多奇特的殺人奇劍（澤下條張和志志雄真實都是愛好者）。一方面希望和平時代到臨，但只能憂心地製造殺人的刀劍。因此他打造了逆刃刀贈予劍心。明治3年（1870年）逝世。
新井青空
日本配音：石川正明（TV版第1作）/廣瀨裕也（TV版第2作）；台灣配音：符爽（ANIMAX版）
真人演員：渡邊大；台灣配音：梁興昌
新井赤空的兒子。繼承了父親的鑄刀技術。因廢刀令後刀劍不暢銷，便改為製作菜刀和鐮刀等的生活用具為生。無法認同父親製造殺人奇劍的理念，於是發誓不再鑄造刀劍。赤空在逆刃刀（真打）上留下的遺言，讓他消除對父親的誤解。
新井梓
日本配音：本多知惠子（TV版第1作）/風間万裕子（TV版第2作）；台灣配音：呂岳玓（新京都篇）
真人演員：西原亞希
青空之妻，與青空一同販賣生活用具維生。
新井伊織
日本配音：松本美和（TV版第1作）/田中貴子（TV版第2作）
真人演員：蓮沼誠希、細川愉楽多
青空之子，曾被澤下條張抓走當人質。
小霞、小櫻、小茜
日本配音：仲尾梓、湯淺香織、並木法子
心太小時候被人口販子販賣時認識的人，她們和心太一同被運到山上的時候被強盜襲擊，為了保護年幼的心太而死在強盜的刀下。
在漫畫版京都篇劍心修行時與比古相遇的回憶畫面只有小霞（在心太面前死去的一個長髮女性）。原作中並沒有詳細去交代強盜出現比古路過前三人為了守護心太如何死去。
樁、橘子、與平、吾郎、太助
日本配音：平松晶子、西原久美子、濱本聰、川田妙子、赤土真弓
戊辰戰爭失去雙親，安慈所收養的孩子。他們在明治政府的廢佛毀寺時被村民放火燒寺廟時被燒死，因為他們的死，使安慈成為破戒僧。
義右衛門、鶴、權藏、美子、八之助
日本配音：澤りつお、赤土真弓、籐原啟治、五條米、志賀克也
虐待宗次郎的米屋一家。

### 人誅篇
《人誅篇》沒有製作成電視動畫，但以原作漫畫的《人誅篇》部分內容為藍本，製作OVA《追憶篇》，部分內容收錄於OVA《星霜篇》。真人版電影《浪客劍心 最終章》根據本篇改編。
在此篇中，不少角色是史實人物(如新撰組、京都見迴組和幕末維新志士等)，關於此些人物，可參見該頁面。

#### 雪代家
雪代巴
日本配音：岩男潤子
真人演員：渡邊菜月（第1部）→有村架純（第4、5部）
劍心的第一任妻子，為報未婚夫清里被殺之仇而接近劍心，在相處中卻打消了復仇的念頭並愛上劍心，最後為救劍心而被劍心誤殺，於劍心臉上劃上第二道刀痕後死去。
巴在劍心臉上留下傷痕的原因有兩種版本：漫畫版是巴為了救劍心，以身體擋在他與敵人之間的時候，巴的懷劍落下，不小心劃過劍心的臉龐；而動畫OVA版的巴則是對劍心懷著又愛又恨的心理，刻意在他臉上劃上第二道刀痕，希望劍心能謹記在心。
傻老頭
因為忘記名字而被叫傻老頭。落人群裡的人，實際上是巴和緣的父親。先後鼓勵失魂落魄的劍心和雪代緣。

#### 見廻組相關者
清里明良
日本配音：岩永哲哉
真人演員：窪田正孝
雪代巴的未婚夫，為成為得到認同的優秀武士而參加幕府見廻組，在京都作為京都所司代的護衛時遭劍心埋伏，奮力抵抗之下，在劍心左臉留下第一道刀痕，最終不敵而死於劍心刀下。
真人電影版於劍心的回憶中登場。
石地
日本配音：森訓久
京都見迴組的一員。被拔刀齋所殺。

#### 維新志士相關者
桂小五郎
日本配音：關智一（追憶篇）／鈴村健一（TV版第2作）
真人演員：宮川一朗太（第1部）→高橋一生（第5部）
維新三傑之一。長州派維新志士的中心人物，提拔劍心成為劊子手的人，本身亦是神道無念流的一流劍客。尊王開國派。
真人電影版於劍心的回憶中登場。
高杉晉作
日本配音：高木涉
真人演員：安藤政信
長州派維新志士的第二把交椅，組織不論出身的奇兵隊。是桂小五郎在京都失勢時帶領長州派的重要人物，但不久後因肺病而死亡。
幾松
日本配音：薛宏美
桂小五郎的戀人（後來成為他的妻子）。
片貝
日本配音：星野充昭
長州派的維新志士、桂小五郎的側近。禁門之變後隱居生活，發現飯塚是內奸而被殺害。

#### 新撰組相關者
沖田總司
日本配音：日比野朱里（TV版第1作）／保志總一朗（TV版第2作）
真人演員：村上虹郎
幕府新撰組一番隊組長，被稱為新撰組最強。因肺病而英年早逝。
土方歲三
日本配音：小山力也
幕府新撰組副長。劍術高超，有「鬼之副長」之稱。最終在北海道的五稜郭戰死。
近藤勇
日本配音：高橋廣司
幕府新撰組局長。天然理心流宗師。最後被御陵衛士的餘黨加納鷲雄認出而被維新軍斬首。
永倉新八
幕府新撰組二番隊組長。在《明治劍客浪漫譚 北海道篇》中再度出場，此時的他已是一名頭髮花白的老人，並改名為杉村義衛。
流派為綜合「神道無念流」、「天然理心流」與在京都累積實戰經驗的我流，絕招為結合「受([接招]降之龍尾)」、「崩([拆招]昇之龍尾)」、「殺([一刀兩斷]斬之龍尾)」三大概念的「三隻龍尾」。
原田左之助
幕府新撰組十番隊組長。善使長槍。替永倉新八取了綽號「蠻新」﹙意思是蠻幹的新八﹚。
武田觀柳齋
幕府新撰組五番隊組長。
井上源三郎
幕府新撰組六番隊組長。
山崎蒸
幕府新撰組諸士調役兼監察。
岛田魁
幕府新撰組二番隊伍長。

#### 東谷家
東谷上下衛門
左之助的親生父親，非常有男子氣概，亦是打架高手，決心保護家園與孩子。
東谷右喜
左之助的妹妹，因左之助離家出走及母親之死而變得神經質，過份保護弟弟央太。
東谷央太
左之助的弟弟，左之助離家出走後才出生。表面上十分軟弱，其實亦有堅強的一面。後來成為神谷活心流的弟子。

#### 其他人物
重倉十兵衛
日本配音：鶴岡聰
京都所司代的人。最後被拔刀齋所殺。
新市小三郎
五等巡查人員。鯨波在街上暴動的時候，跟彌彥一起聯合對付鯨波。最後加入神谷道場。

### 北海道篇
田本研造
史實人物。在劍心為打聽越路郎下落而舉家前往北海道期間，安排住所供劍心一家人居住。
阿部十郎
史實人物。前新撰組的砲術方（負責槍砲彈藥的職位），善使火槍和大炮，脫離新撰組後，加入御陵衛士。油小路事件後，逃亡到薩摩藩邸。在戊辰戰爭中與加納鷲雄一同襲擊近藤勇使其負傷。維新後，任職於北海道。與雹邊雙戰鬥後選擇辭官，在札幌郊外開闢「阿部果樹園」，致力於改良蘋果的品種。
加納鷲雄
史實人物。前新撰組成員，脫離新撰組後，加入御陵衛士。油小路事件後，逃亡到薩摩藩邸。在戊辰戰爭中與阿部十郎一同襲擊近藤勇使其負傷，戰後認出了化名為「大久保大和」的近藤勇，促使其被維新軍斬首。被齋藤一視作尋仇對象。維新後任職於北海道，曾是伊知川詢問是否願意擔任誘餌的人選之一（但加納並未答應）。雹邊雙戰敗後，任官至明治20年。之後移居東京，活用其廣泛人物設立貿易公司，主要銷售北海道特產。
前野五郎
史實人物。前新撰組成員。劍術不濟，卻擅長經營。維新後於北海道經營妓院「薄野樺太戶」。實際上卻在暗地裡與劍客兵器勾結，把北海道官員的情報洩漏給劍客兵器。雹邊雙戰敗後繼續經營借貸公司，在明治24年創立千島漁獵公會，最後在明治25年的一次狩獵因步槍走火事故當場死亡。
服部武雄
史實人物。於「北海道篇」回想場景中登場。前新撰組劍術師傅，還是實力堅強的二刀流劍客，在新撰組分裂後加入伊東甲子太郎率領的御陵衛士。油小路之變期間亦與新撰組展開激戰，擁有被永倉新八稱為「怪物」的驚人實力，卻因寡不敵眾，被原田左之助偷襲刺傷左肩而敗亡。死前曾質問齋藤所斬殺的人是否真的都是惡人，並希望能在地獄重逢時聽到他的答案。
藤堂平助
史實人物。於「北海道篇」回想場景中登場。前新撰組第8隊組長。在新撰組分裂後加入伊東甲子太郎率領的御陵衛士。儘管永倉與原田因試衛館時代的情誼而希望他能活命，他卻基於「討厭現在的新撰組」與「不希望看見新撰組落敗的模樣」為由，選擇在新撰組一般隊士的圍攻下喪命。
伊知川
札幌縣廳官員。於札幌發生的「劍客兵器」事件負責人，曾經是維新志士，但因齋藤與永倉的實力和名氣產生私怨，便在兩人希望「派一名官員擔任誘餌」的提議下，安排與兩人有所淵源的「前新撰組成員」擔任誘餌。
澄州
山縣有朋親自下令組成的「北征拔刀討伐隊」隊長，軍階為少尉。

## 橫濱篇（第零幕）
是《特筆版》中收錄的追加部分，內容是劍心到達東京前五天，也就是東京篇之前的角色。
朝日山男吉
日本配音：前野智昭（電視動畫第2作）
在橫濱的外國人居住地經營人力車店，個性開朗的年輕人。俗稱「付費商店的乙吉」。他對外國人的實際情況瞭如指掌，也是最了解艾爾達的人之一。
艾爾達
日本配音：伊藤かな恵（電視動畫第2作）
生活在異國的流浪年輕西方女醫生。19世紀，由於父權文化的影響，女性的工作不受信任，她們戴著面具、戴高帽、穿黑衣、穿高底鞋以增加身高，並透過調整語氣和手勢來模仿男性。事件結束後，她以醫生的身份為劍心提供建議。
石津泥庵
日本配音：楠見尚己（電視動畫第2作）
以橫濱為據點的無良醫師。他個性極度驕傲自大，只考察西方的富貴人家，宣稱「付不起錢的人就不該活」。而且，當其他醫生在附近進行醫療活動時，他們會以「自己的醫療稀缺價值降低」為理由進行干擾。事實上，他在幕後在全鎮傳播天花，自己製造病人並勒索治療費用。然而，事情最終被公開，他被男吉打倒在地，並被警察逮捕。
艾斯皮拉爾
日本配音：三木眞一郎（電視動畫第2作）
石津僱用來對付劍心的西洋劍客。擅長使用螺旋劍進行超高速突刺，並以一擊將男吉的馬車粉碎成碎片，但他跟不上劍心的動作，最終被劍心的龍槌閃擊敗。（原作劇情）
在第二作動畫中，他並不是一個純粹的反派，他為了引誘劍心對決而劫持艾爾達為人質而道歉。而在原作中，艾爾達接住了石津扔出裝有天花細菌的瓶子，這一場景改為艾斯接住了瓶子，並阻止石津說：“勝負已分！別在我的失敗上添上污泥了！” 之後，他受到劍心的啟發，改變了劍的形狀成為長劍，並擔任護送前往美國的艾爾達之劍士。

## 1996年動畫原創角色（電視動畫第1作）

### 東京篇
小菖蒲
日本配音：湯淺香織；台灣配音：方雪莉（ANIMAX版）
電視動畫第1集登場。小國玄齋的孫女，推算年齡為8歲。時常和劍心一起玩耍。
小麻雀
日本配音：並木法子；台灣配音：楊凱凱（ANIMAX版）
電視動畫第1集登場。小國玄齋的孫女，推算年齡為5歲。時常和劍心一起玩耍。掛抹布掛很快，非常愛哭，喜歡吃的東西是柏餅。
宗介、三郎、源太
日本配音：內籐玲、竹本英史、村山晃久
電視動畫第1集登場。神谷活心流的徒弟，因假拔刀齋事件而想退出。
龍次、源二、六助
日本配音：森訓久、志賀克也、松野太紀
電視動畫第2集登場。「關東集英組」的人。
坂田、山田
日本配音：稻葉實、高橋廣司
電視動畫第3集登場。劍客警官隊員。
曾太
日本配音：森訓久
電視動畫第3集登場。偷了店裡的東西而引起劍客警官暴動。
喜八
日本配音：永野善一
電視動畫第3集登場。為了阻止劍客警官的暴動而被逮捕。
虎丸
日本配音：津田健次郎；台灣配音：夏治世（ANIMAX版）
電視動畫第13集登場。對相撲很有興趣，後來離開故鄉到東京學習相撲，跟師兄千兩山對打輸了，喪失了信心。其後被神谷薰收容，兩人一起練習相撲。虎丸最後打敗千兩山。
千兩山
日本配音：屜岡繁藏
電視動畫第13集登場。相撲高手，受到別人的歡迎；有一天，當上了大關的他發現虎丸很有相撲才能，對虎丸非常妒忌。
濱風親方
日本配音：澤律夫
電視動畫第13集登場。虎丸和千兩山的師傅。
金倉楓
日本配音：中尾有紀
電視動畫第14集登場。是個富家女。生病的時候是小惠治療的病患。
雷光
日本配音：辻親八
電視動畫第14集登場。自稱可以用祈禱治病的祈禱師，其實是騙取錢財的人。
泰
電視動畫第14集登場。菱卍愚連隊。

### 神風隊篇
佐佐木平八郎
日本配音：檜山修之；台灣配音：孫中台（ANIMAX版）
電視動畫第15集登場。教榊東馬「紫電太刀」的師父。
榊東馬
日本配音：高橋廣司；台灣配音：孫誠（ANIMAX版）
電視動畫第15集登場。被人聘請的暗殺集團「神風隊」隊長。負責暗殺山縣有朋，被劍心阻止。後來跟劍心對決，使用自創的劍法「紫電連牙太刀」，被劍心看穿而被打敗。
菊松
日本配音：又村奈緒美
電視動畫第15集登場。在佐佐木平八郎的寺子屋學習的孩子。
橋爪琢磨
日本配音：村松康雄
電視動畫第15集登場。聘請神風隊的人。
北村
日本配音：吉川虎範
電視動畫第16集登場。神風隊襲擊的一等官。

### 惠比壽砲術團篇
惠比壽瑪莉
日本配音：鈴木真仁
電視動畫第17集登場。惠比壽砲術團的砲彈娘，表演的人肉砲彈極受人歡迎。
惠比壽次郎吉
日本配音：田原知充
電視動畫第17集登場。惠比壽瑪莉的父親。是惠比壽砲術團的團長。
墨田屋總兵衛
日本配音：瀧口順平
電視動畫第17集登場。因惠比壽次郎吉的獨立而不滿，派人來破壞惠比壽砲術團的表演。
鬼崎鐵貫
日本配音：田中康郎
電視動畫第18集登場。土蜘蛛流使用的暗殺者。源吾之兄。擅長使用薙刀，被劍心使出「土龍閃」擊敗。
鬼崎源吾
日本配音：高木涉
電視動畫第18集登場。使用鋼線、跟哥哥一樣是土蜘蛛流的使用暗殺者。
花
日本配音：片岡富枝
電視動畫第19集登場。小國玄齋的妹妹，居住在伊豆。臉型長的跟小國玄齋非常像。
櫻丸、月王、鶴左衛門、桐次
日本配音：牛山茂、稻葉實、澤木郁也、森訓久
電視動畫第19集登場。真古流的同士。
權造
日本配音：森貞文則
電視動畫第21集登場。綁架由太郎的人，最後被雷十太殺害。
山口
日本配音：飛田展男
電視動畫第22集登場。蒸氣火車事件中的強盜。

### 真紅之海賊篇
朱羅
日本配音：伊籐和枝；台灣配音：魏晶琦（ANIMAX版）
電視動畫第25集登場。率領海龍的海盜集團。
岩藏
日本配音：辻村真人
電視動畫第25集登場。服侍朱羅的人。
銀丈
日本配音：駒田一；台灣配音：符爽（ANIMAX版）
電視動畫第25集登場。跟朱羅背叛的男人。擅長使用大釜。
月鬼
日本配音：松野太紀
電視動畫第25集登場。跟銀仗一起背叛朱羅的男人。擅長使用爪子。
猿次郎
日本配音：中村將貴
電視動畫第25集登場。仰慕朱羅的人。救朱羅時在山洞裡請劍心治療，但也救了被人脅迫吸鴉片的巖藏。
千本屋與兵衛
日本配音：坂口芳貞
電視動畫第25集登場。運送鴉片的不法商人。
海伍
日本配音：森訓久
電視動畫第26集登場。跟銀仗一起背叛朱羅的男人。擅使飛鏢。
龜雄
日本配音：八嵨智人
電視動畫第26集登場。跟銀仗一起背叛朱羅的男人。身高矮的男人。
龍五郎
日本配音：澤木郁也
電視動畫第27集登場。朱羅的父親。海賊海龍前頭目。

### 京都篇
杉本、中村
日本配音：金子幸伸、根津貴行
電視動畫第31集登場。原本預定要暗殺大久保利通的人，但是卻被瀨田宗次郎搶先一步。
龍之介
日本配音：結城比呂
電視動畫第63集登場。江戶時代的人。在道場裡學劍術，夜晚中強盜出現，然後，龍之介殺了數十多的強盜，所以決定找出劍術的究極而殺人，當他發現已經超過劍術的究極卻後悔殺了很多人。
娟
日本配音：瀨戶奈保子
電視動畫第63集登場。龍之助喜歡的人。在有螢火蟲的樹下等待著龍之助回來，他一直相信龍之助會回來，所以每天在有螢火蟲的樹下等待，最後而死。
新八
日本配音：今井敦、柏倉努（回憶）
電視動畫第63集登場。娟的弟弟。
彌彥王子
日本配音：富永美衣奈
電視動畫第64集登場。長的跟彌彥很像的王子。
馬爾斯·村上
日本配音：槐柳二
電視動畫第64集登場服侍彌彥王子的人。
稻城右京
日本配音：梅津秀行
電視動畫第64集登場。暗殺彌彥王子的人。
熊太郎
日本配音：竹本英史
電視動畫第65集登場。長的很像熊的狗。政治家金庫遭人偷竊的時候，熊太郎拿了金庫鑰鉂，逃到東京。左之助去神社參拜時發現熊太郎躺在一邊，熊太郎醒來後，很喜歡左之助，就一直黏著左之助，就寄放在小薰家，熊太郎卻很調皮把小薰的木屐和彌彥的竹劍跟劍心的逆刃刀給藏起來，小薰生氣把熊太郎趕出家門。有一天，政府說拳和團在東京想要找熊太郎要金庫鑰鉂；左之助在路上遇見了拳和團要帶走熊太郎，左之助打敗拳和團救了熊太郎，政府叫熊太郎找出鑰鉂，找到鑰鉂後熊太郎也找到主人。
西條
日本配音：大黑和廣
電視動畫第65集登場。「拳和團」的首領。
高森
日本配音：松村武
電視動畫第65集登場。是個有名的政治家。
彥次郎
日本配音：北出浩二
電視動畫第66集登場。喜歡一個叫詩織的女孩，於是，買了戒指想要向他求婚，但是，確看到詩織跟別的男人在一起，彥次郎很決望的把戒指丟到河裡，過一段時間以後發現是一場誤會:跟詩織在一起的男人是她的友人，他就去河邊找戒指，由於戒指被魚吃進肚子裡又被劍心找到後送給小薰，所以就找不到，左之助知道後就向小薰要回戒指。
詩織
日本配音：鮭延未可
電視動畫第66集登場。彥次郎喜歡的人。
慎二
日本配音：下崎紘史
電視動畫第66集登場。詩織的親人。
小川兵藏
日本配音：緒方賢一；台灣配音：符爽（ANIMAX版）
電視動畫第77集登場。左手有十字傷，自稱是「千人斬拔刀齋」，最後愚連隊的天狗黨襲擊鎮上，對打時比不過天狗黨，之後，劍心搭救他打敗了天狗黨，讓他知道劍心是真正的拔刀齋卻去求劍心讓他留下這個名號。
安齋十郎兵
日本配音：柴本浩行
電視動畫第77集登場。僱用天狗黨打倒拔刀齋。
新太、捨三
日本配音：石橋美佳、松本美和
電視動畫第77集登場。小川兵藏的小徒弟。
東山龍太郎
日本配音：結城比呂
電視動畫第78集登場。東京專攻西洋美術的青少年。
阿里
日本配音：水谷優子
電視動畫第78集登場。劍心等人居住旅館的旅客。

### 島原篇
天草翔伍
日本配音：井上純一）
電視動畫第72集登場。本名武藤翔伍，生於九州島原，一家是天主教徒。他早年在外地學習醫學及天文學，返回家鄉後被當地的天主教徒視為救世主。翔伍很想拯救日本的天主教徒，卻被野心家傀王利用，開始走上以武力反抗政府之路。他也曾學習「飛天御劍流」，與劍心初次交手時，以自創的「雷龍閃」弄瞎了對方。翔伍最後向政府投降，與追隨者一同被驅逐出國，獲荷蘭收容。
瑪利亞小夜
日本配音：笠原弘子；台灣配音：魏晶琦（ANIMAX版）
電視動畫第72集登場。天草翔伍的妹妹，是虔誠的天主教徒。她患了肺結核，並開始惡化。左之助帶她去找荷蘭領事艾爾斯坦求助，可是領事的手下原來是傀王的人，企圖槍殺領事，瑪利亞在保護領事時中槍，在左之助的懷中死去。
傀王
日本配音：中村秀利
電視動畫第72集登場。他利用天草翔伍的號召力組織島原天主教徒反抗政府，最終目的是把日本變成外國的殖民地，自己成為殖民地的管理者。最後被莊三用左之助給予的炸彈炸死。
羅倫佐莊三
日本配音：鄉田穗積；台灣配音：夏治世（ANIMAX版）
電視動畫第72集登場。年幼時在中國被翔伍所救，以後跟隨翔伍兄妹的青年。最後與翔伍一同前往荷蘭。
源左衛門
日本配音：森訓久
電視動畫第72集登場。劍心掉進地洞時操控狂犬攻擊。
武籐時禎
日本配音：大塚芳忠
電視動畫第72集登場。翔伍和小夜的父親。
鶴世
日本配音：高島雅羅
電視動畫第72集登場。翔伍和小夜的母親。
時次、元太、櫻花、小雪
日本配音：大谷育江、又村奈緒美、興梠里美、川田妙子
電視動畫第74集登場。仰慕翔伍的小孩。

### 勝海舟篇
勝海舟
日本配音：八木光生；台灣配音：孫中台（ANIMAX版）
電視動畫第79集登場。歷史真實人物，前幕府重臣，促成江戶城向新政府和平投降。他秘密收藏了前幕府留下的一筆巨額財產。
勝逸子
日本配音：岩男潤子；台灣配音：許淑嬪（ANIMAX版）
電視動畫第79集登場。勝海舟的女兒。
大熊大五郎
日本配音：檜山修之
電視動畫第79集登場。勝海舟的弟子。
大久保鐵馬
日本配音：松本保典；台灣配音：夏治世（ANIMAX版）
電視動畫第79集登場。勝海舟另一位弟子，在政府任職。

### 黑騎士團篇
漢斯博士
日本配音：仁內建之；台灣配音：沈光平（ANIMAX版）
電視動畫第83集登場。與由太郎回日本尋找靈藥，後被黑騎士團打傷昏迷不醒。由太郎憑著漢斯博士的日記，與劍心一眾尋找靈藥。
梅爾達斯中尉
日本配音：山路和弘；台灣配音：夏治世（ANIMAX版）
電視動畫第83集登場。黑騎士團成員。使長馬槍，修奈特的師父；找到靈藥後立即與御沙薙反目。
修奈特少尉
日本配音：武岡淳一；台灣配音：陳旭昇（ANIMAX版）
電視動畫第83集登場。黑騎士團成員。使劍；梅爾達斯與御沙薙反目後，有感其行為鄙劣，竟挺身保護御沙薙。
雷茲少尉
日本配音：中田讓治；台灣配音：符爽（ANIMAX版）
電視動畫第83集登場。黑騎士團成員。使長斧，重創戒太，對真田忍者及日本人非常鄙視並多次出言侮辱。
洩矢御沙薙
日本配音：橫山智佐；台灣配音：馮友薇（ANIMAX版）
電視動畫第83集登場。真田忍者的頭目，為振興真田忍者而與黑騎士合作，幫助黑騎士尋找靈藥，條件是讓她一族人統治日本。
戒太
日本配音：西村朋紘；台灣配音：孫中台（ANIMAX版）
電視動畫第84集登場。真田忍者一員，為雷茲少尉重創，後得由太郎施外科手術救活，隨後帶領劍心一眾走捷徑到靈藥之處。
真田三人組
日本配音：西川貴教（煉）
電視動畫第86集登場。御沙薙的近身護衛，分別為大蛇「煉」、獵頭者「斬」及暗使者「漠」。

### 風水篇
陣風
日本配音：子安武人；台灣配音：陳旭昇（ANIMAX版）
電視動畫第90集登場。阻止破壞東京的風水陣。
幽水
日本配音：大黑和廣；台灣配音：孫中台（ANIMAX版）
電視動畫第90集登場。到日本後易名為佐伯優之進，是水族的後人，佐伯商會的社長。
靈水
日本配音：結城比呂；台灣配音：夏治世（ANIMAX版）
電視動畫第90集登場。水之一族族長，使「大和風水迷宮迴廊之陣」。

### 其他人物
伊藤博文
真人演員：小澤征悦
史實人物。登場於太政官會議之時，乘著馬車到達。
真人電影版於京都大火事件後開始負責對付志志雄一黨，也認識劍心，戲份相當吃重。喜怒不形於色，有為了解決事件而冷血不顧一切的一面。

## 劇場版「給維新志士的鎮魂歌」
時雨瀧魅
日本配音：井上和彥
與嚴達同為會津籓士，幕末與嚴達在襲擊祕會的行動中，因意見相左而兵分二路，嚴達喪命，時雨將罪過怪在自己身上。明治12年，時雨帶領著來自不同背景的人士，計畫反維新政府。
高槻朱鷺
日本配音：宮村優子
散發著高貴沉著氣質，帶著淡淡哀愁的女性。四歲時，哥哥嚴達去世後就接受時雨的照顧，內心暗自愛慕著代替哥哥的他。她廚藝高超、精通書法，開了一間塾堂教小孩子。
武藏野泰春
日本配音：山口勝平
仰慕時雨的青年。父親加入彰義隊戰死，之後，就受到時雨的照顧。
加治木貞史郎
日本配音：子安武人
幕末時候，跟時雨、嚴達一起戰鬥的會津藩士。現在跟時雨一起行動，伺機新維新的時機。
田母野銳敏
日本配音：小杉十郎太
陸軍幹部。暗地裡將陸軍的武器銷售出去，並且策劃讓時雨攻擊來自英國的貴賓。
高槻嚴達
日本配音：佐佐木望
朱鷺的哥哥，原會津藩士。在攻擊薩摩藩跟長州藩的秘會時被拔刀齋殺死。

## 遊戲版「十勇士陰謀篇」

### 主角
- 聖（配音員：竹內順子）

遊戲中的男主角。喪失記憶，為了尋找失去的記憶而去對抗今十勇士。
- 輝（配音員：竹內順子）

遊戲中的女主角。喪失記憶，為了尋找失去的記憶而去對抗今十勇士。

### 今十勇士
- 真田（配音員：鄉田ほづみ）

對抗明治政府的今十勇士首領。擁有壓倒性的戰鬥力，為了攻打明治政府而組成的今十勇士，最終在石岡石窟跟劍心等人和聖(輝)決戰，決戰失敗時，石窟崩塌為了用自己的力量保護劍心等人和聖(輝)而犧牲自己。
- 根津

聖(輝)一開始決戰的十勇士。擅使催眠術。
- 穴山

使用高長槍的十勇士。
- 清海

使用唸珠攻擊的十勇士。
- 伊三

清海的弟弟。擅使金剛棒的十勇士。
- 海野

年齡最大的十勇士。
- 筧

操控傀儡的十勇士。
- 由利

擅使鞭子。十勇士唯一的女性。殺死聖(輝)兄長而報復的對像。
- 幸吉

擅使巨劍的十勇士。被劍心等人打敗後而不知去向。
- 才藏

使用幻術的十勇士。
- 望月

真田之影的十勇士。

### 今十勇士的手下
- 茜、藍、碧

根津的手下少女三人組。
- 百鬼、小系

穴山的手下。
- 誠真

清海、伊三的手下。
- 左近兒

海野的青少年部下。
- 結城

海野的手下。
- 若彥

筧手下的曲樂師。
- 松風、千鳥

由利的部下。
- 雷太、紫乃

幸吉的手下。
- 龍神、天女

才藏幻術變出的手下。

### 其他人物
- 龍也

聖(輝)的兄長。
- 忍

聖(輝)從小就在一起的人。
- 南里沙織

南里家的千金大小姐。
- 高瀨

南里家沙織的保鑣。
- 政及

在港邊湖泊工作的人。
- 晉太郎

旅遊的青少年。
- 奧山楓

引人注目的東京酒店歌姬。
- 關守

動亂時而跟家人分散。
- 孝幸

旅行的刀匠。
- 梢

橫濱出會的少女。(選女主角時才會遇到的角色)
- 年念

下妻町的寺廟修行僧。（選男主角才會遇到的角色）

## 浪客劍心外傳
- 來迎寺千鶴（配音員：ふじたれいこ）

貿易商.來迎寺宗嚴的孫女。雙親在千鶴年紀小時幕臣戰爭時死去，由祖父照顧。被「神州近衛武士團回天黨」綁架時，被劍心所救。
(在OVA星霜篇中是劍路的戀人。)
- 神谷彌彥

神谷家的長男。
- 神谷薰

神谷家的次女。
- 神谷惠

神谷家的長女。
- 西協

企圖讓神谷道場改裝成賭場。